# Verbena dusenii
Verbena dusenii — вид трав'янистих рослин родини Вербенові (Verbenaceae), ендемік Бразилії. Вирізняється своїми широко яйцеподібними квітковими приквітками, голими, за винятком країв.

## Опис
Розпростерта трава, стебла запущені з висхідними квітковими гілками. Листки на ніжках 3–7 мм, листова пластина 10–35 × 10–35 мм, 3-розділена, вершина й основа гострі, обидві поверхні від майже оголених до притиснуто волосистих. Суцвіття щільні багатоквіткові колоски, збільшені в плодоношенні. Квіткові приквітки 4.5–8 мм, широко яйцеподібні, верхівки гострі, голі з війчастим краєм. Чашечка довжиною 8–10 мм, жорстко волосиста над жилками, зуби 2 мм. Віночок 12–15 мм, зовні війчастий, фіолетовий.

## Поширення
Ендемік Бразилії — штат Парана.